# Makabejské povstání
Povstání Makabejských (167–161 př. n. l.) vzniklo v reakci na násilnou helenizaci Judska, která začala roku 167 př. n. l. výnosem seleukovského panovníka Antiocha IV. Epifána. Panovník jím chtěl sociálně, nábožensky a zejména pak politicky sjednotit svou říši. Povstání Makabejských popisují deuterokánonické knihy Bible – 1. kniha Makabejská a 2. kniha Makabejská.

## Příčiny povstání

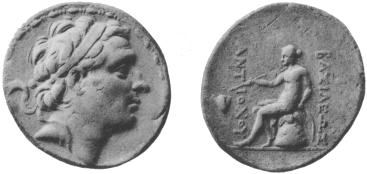
Stříbrná mince Antiocha III., na reversu zobrazen Apollón sedící na omfalu

Když Alexandr Veliký porazil roku 332 př. n. l. Perskou říši, získal i území Judska. Po Alexandrově smrti 10. června 323 př. n. l. si jeho říši rozdělili jeho makedonští vojevůdci. Seleukos se stal satrapou babylonské satrapie, prohlásil se jejím králem a hlavním městem ustanovil Seleukii. Po pozdější expanzi do Sýrie založil nové město Antiochii. Alexandrovu vojevůdci Ptolemaiovi byla přidělena egyptská satrapie, jíž se stal panovníkem a za sídlo si zvolil Alexandrii. Strategicky výhodné území Izraele se stalo předmětem svárů mezi syrskou a egyptskou říší a po téměř sto let bylo součástí ptolemaiovské říše. Roku 198 př. n. l. je však pro Seleukovce vybojoval Antiochos III.
Za ptolemaiovské nadvlády bylo Judsko autonomní oblastí a Židé museli každoročně odvádět vysoké daně. Tato autonomie a politická tolerance přetrvala i po získání území seleukovci. Situace se však změnila po usednutí Antiocha IV. Epifána na trůn v roce 175 př. n. l. Jeho cílem bylo sjednocení říše jak v sociální a náboženské rovině, tak zejména v rovině politické. Jednotícím prvkem se měla stát helénská kultura.
Navzdory rozporu mezi helénismem a monoteistickým judaismem, byla helenizace aktivně podporována vysoce postavenou společenskou vrstvou Jeruzaléma, včetně některých kněží. Mezi tyto osoby patřil například i velekněz Iáson, který prosadil zřízení gymnasia, kde mohli bohatí jeruzalémští chlapci získat řecké vzdělání. Seleukovci si taktéž vyhradili právo jmenovat velekněze. Odpor vůči helenizaci se projevil hlavně u těch Židů, kteří chtěli zůstat věrni náboženským zásadám. Mezi ty patřili zejména příslušníci nižších vrstev.

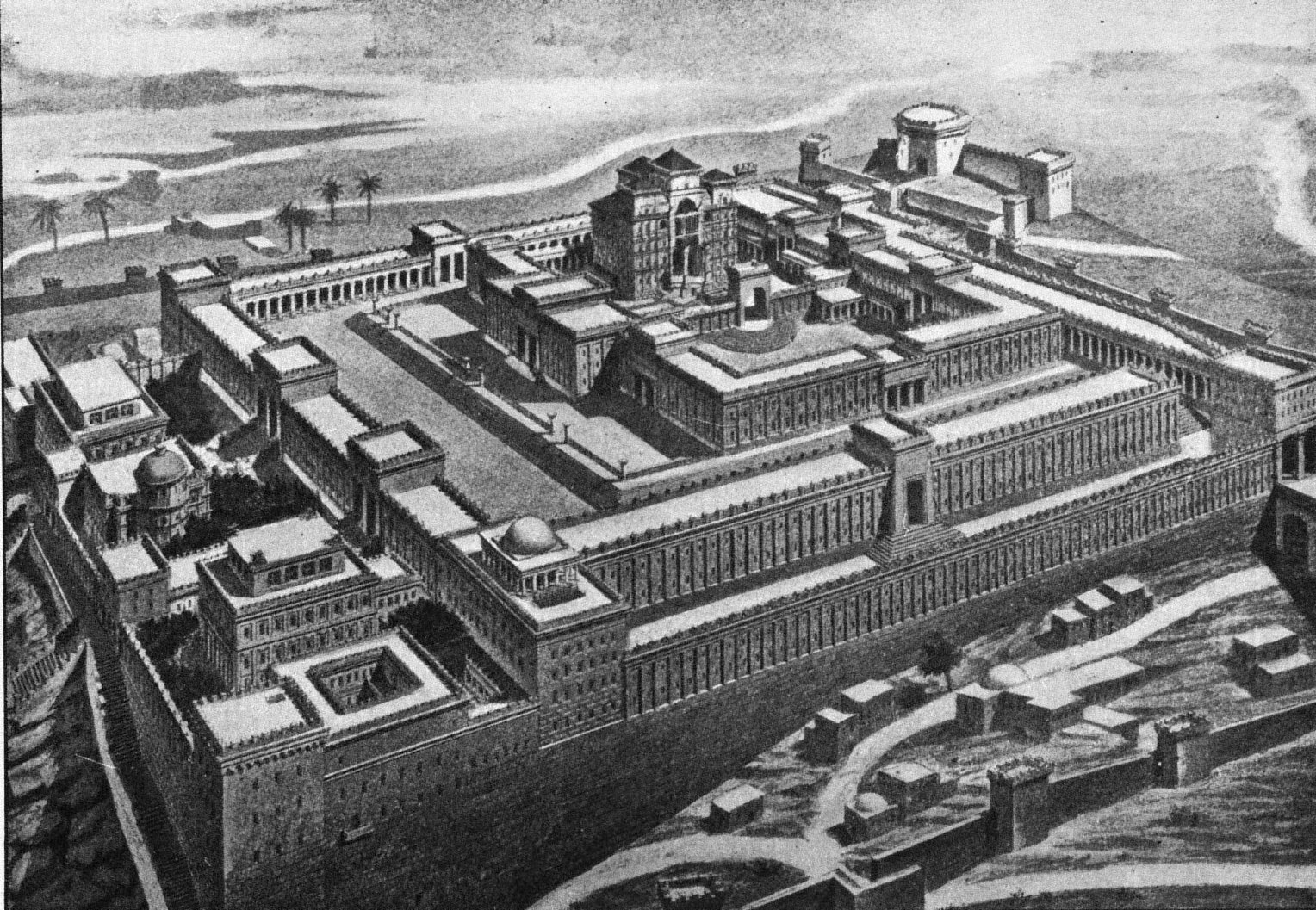
Náčrt představy Šalamounova chrámu

Proti helenizujícím Židům vypuklo v Jeruzalémě povstání. Antiochus IV. se o něm dozvěděl při ústupu z Egypta, kde se snažil dobýt Alexandrii. Jako reakci vyslal vojsko vedené Apollóniem, aby povstání v Judsku potlačilo. Vojáci masakrovali jeruzalémské židovské obyvatelstvo, rabovali a drancovali obydlí, zakládali požáry a vyrabovali i Chrám, který přeměnili na helenistickou svatyni řeckého boha Dia. Naproti Chrámové hoře byla vybudována pevnost seleukovských vojsk známá jako Akra či citadela. Tím získal Antiochos nad městem stálou kontrolu. Jako odplata za vzpouru a povstání v Jeruzalémě následovala krutá opatření. Mezi tato opatření patřil zákaz výkonu židovských obřadů a zvyklostí (Šabat, obřízka) a povinná účast na řeckých obřadech spojená s obětováním prasete a následným pojídáním jeho masa, které je židy považováno za nečisté.

## Počátky povstání

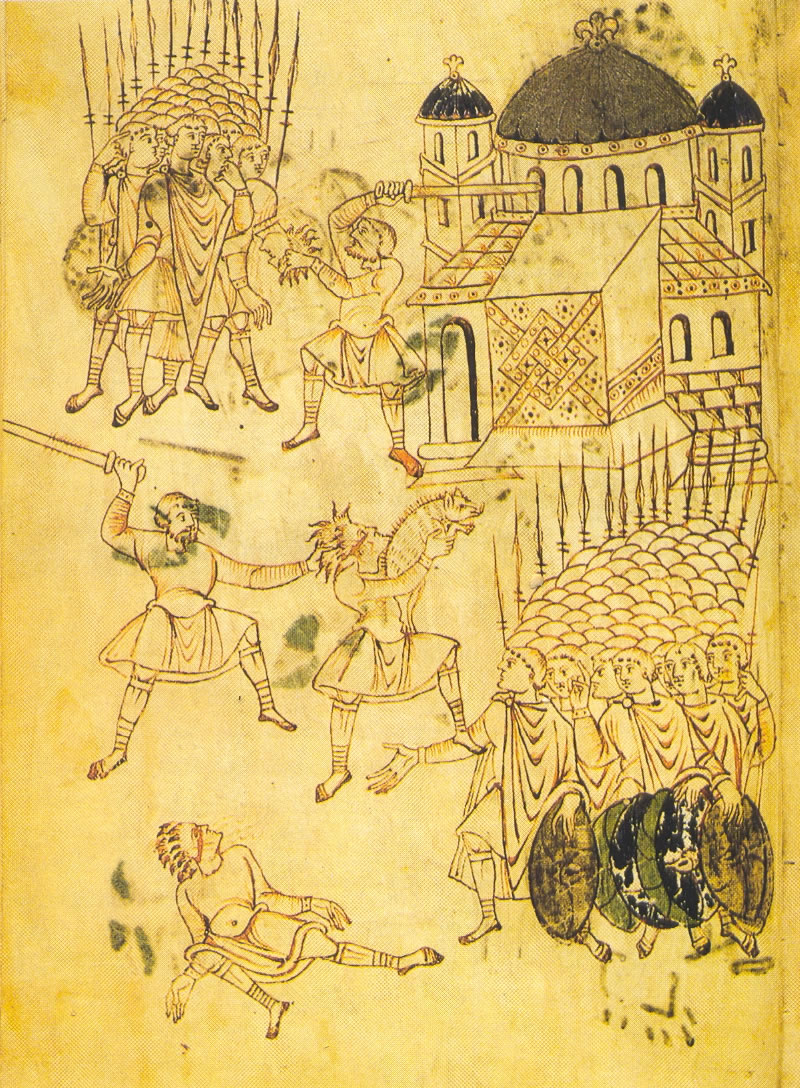
Výjev z dramatu na tržišti v Modiinu, jak jej pojali mniši ze St. Gallenu. Rukopis Knihy Makabejské, 10. století.

Po potlačení jeruzalémské vzpoury byla helenizace ostatních částí Judska více méně násilná. Do vnitrozemí byly vyslány jednotky s cílem vynutit dodržování zákazu praktikování judaismu. Jedna z jednotek, jíž velel důstojník Apelles, dorazila do osady Modi'in, kde její velitel nechal vystavět Diovi oltář. Knězi Matiášovi Makabejskému, kterého měli místní ve veliké úctě, následně nařídil, aby na oltáři před zraky ostatních lidí vykonal pohanskou oběť. Matiáš však odmítl uposlechnout. Namísto něj se úkolu chopil přihlížející Žid, kterého rozzuřený Matiáš zabil. Poté zabil i velitele Apella a rozbořil oltář. Po tomto činu spolu se svými syny uprchl do hor. Při útěku podle 1. knihy Makabejské provolával:
| „                          | Každý, kdo horlí pro Zákon a zachovává smlouvu, ať jde za mnou! | “ |
| — 1. kniha Makabejská 2:27 |                                                                 |   |

## Povstání

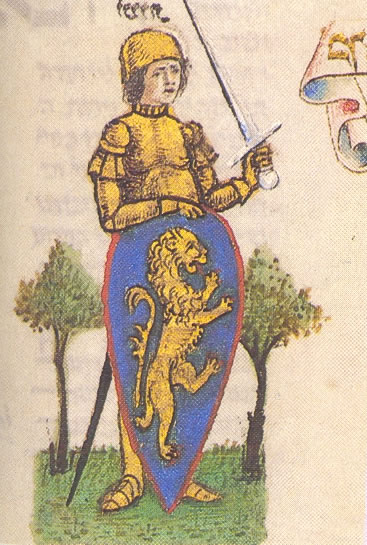
Juda Makabejský. Kniha Jossiponova, židovská verze Židovské války Josefa Flavia z 10. století, Severní Itálie, 1450–1470

Matiáš se svými přáteli se odhodlal postavit proti Antiochovi. Na jejich stranu se postupně přiklánělo více a více lidí, avšak již na začátku odboje museli učinit jisté kompromisy (např. bojovat i o Šabatu). Prvním jejich počinem bylo vyhnání řecké jednotky z jejich osady a pak se takticky usadili v horách, které byly svým reliéfem pro seleukovské jednotky velmi obtížně dostupné. Zde, v Gofnanské pahorkatině, utvořili guerillovou jednotku, která zde prováděla výcvik a vymýšlela postup povstání. Po období zhruba jednoho roku se tito partyzánští vojáci připravovali k boji a rekrutovali další muže. V tomto období však podnikali jen málo bojových akcí. Upevňovali kontakty s ostatními vesnicemi a šířili myšlenku vzpoury. Během prvního roku povstání Matiáš zemřel. Jako nástupce určil svého třetího syna Judu, který měl pro svou sílu přezdívku Juda Makkábí - Juda Kladivo.
Jeho úkol byl velmi těžký, a to postavit se se svými muži, vyzbrojenými pouze podomácku vyrobenými zbraněmi, moderní seleukovské armádě, jež disponovala skvěle vycvičenými a v boji zkušenými vojáky a v neposlední řadě kvalitní vojenskou technikou (meče, kopí, luky, oštěpy, praky, balisty, atp). Jádrem seleukovské armády byla formace falanga – sevřený šik těžké pěchoty útočící v sevřených řadách. Na křídlech byla chráněna jízdou a lehkou pěchotou. Proti takovémuto seskupení bylo prakticky nemožné konvenční cestou zaútočit. Juda proto vymyslel plán, počítající s nekonvenčními metodami boje. Uvažoval, že protivníkovi se bude špatně bojovat v podmínkách, na které není zvyklý. Proto chtěl, aby boje probíhaly na jeho území, které velmi dobře znal. Výhodou bylo také, že vojáci pocházeli z místních vesnic a kdykoliv se tak mohli skrýt mezi běžné obyvatelstvo. Postupem času se podařilo v Judsku vytvořit informační síť, která Judovi poskytovala potřebné zprávy o situaci v zemi.
Judovou taktikou bylo podnikat spíše malé, ale časté útoky proti seleukovským hlídkám. Díky tomu se podařilo získat množství moderních zbraní od mrtvých protivníků. Toto jednání se však nelíbilo seleukovskému místodržitelovi Apollóniovi, který se kvůli těmto útokům rozhodl zasáhnout.

### Porážka Apollónia
Apollónios se vydal se svým takřka dvoutisícovým vojskem roku 166 př. n. l. k Jeruzalému. Jejich cesta vedla po křídle oblasti Gofna, kde sídlil Juda a jeho lidé. Juda se rozhodl využít moment překvapení, zaútočit jako první a tím neutralizovat početní přesilu. Pro útok nakonec vybral říční koryto vádí El-Haramíja nacházející se 6 km severovýchodně od oblasti Gofny. V těchto místech vstupuje cesta do klikatící se úzké soutěsky.
Judův plán spočíval v rozdělení sil do 4 jednotek. První z nich měla zablokovat jižní konec soutěsky, druhá byla útočnou silou podél východní strany, třetí útočila ze západní strany a čtvrtá zůstala jako záložní. Apollónios rozkázal rozdělit vojsko do 2 samostatných skupin o tisíci mužích. Ti pak pochodovali ve čtyřstupech do soutěsky. Na čelo seleukovské kolony zaútočila první Judova jednotka. Jelikož bylo seleukovských vojáků mnoho a soutěska byla úzká, vojáci v týlu nevěděli, co se stalo a neustále postupovali hlouběji a hlouběji do soutěsky. Následně zaútočily jednotky z východní i západní strany. Když Apollónios slyšel vřavu, jel se rychle podívat, co se děje a během divoké střelby z obou svahů byl zabit. Podle 1. knihy Makabejské si jeho meč vzal Juda, který s ním bojoval ve všech následujících bitvách. Poté, co do soutěsky vstoupila druhá tisícičlenná skupina, nechal Juda uzavřít soutěsku a seleukovské vojsko bylo tedy v pasti. Židé je pobili a vzali si jejich zbraně.
Židé v Judsku byli vítězstvím nad Apollóniem velice povzbuzeni a uznali Judu za svého vůdce. Do jeho řad se díky tomuto úspěchu hrnuli stále noví dobrovolníci. Antiochos IV. však byl pramálo nadšený a uvědomil si, že situace v Judsku je pro něj velmi vážná. Rozhodl se proto s povstáním provždy skoncovat a do Judeje vyslal vojevůdce Seróna.

### Bitva u Bét-chorónu
Serón vyrazil v roce 165 př. n. l. Jeho plán bylo dorazit co nejrychleji a přímou cestou do Jeruzaléma, kde sídlila nejbližší seleukovská posádka, a poté vysílat trestné výpravy po celé Judeji.
Tentokrát měl proti sobě Juda Makabejský čtyřnásobnou přesilu. Sám velel přibližně tisícovce vojáků a Serón měl vojáků zhruba 4 tisíce. Juda chtěl použít obdobnou taktiku jako v minulé bitvě a uvědomoval si, že jeho velkou výhodou by bylo zabít Seróna na začátku bitvy. Zároveň však věděl, že nebude možné vlákat Serónova vojska do soutěsky jako v předešlém případě, už proto, že se Serón poučil z minulé prohry Apollónia a mezi jednotlivými formacemi udržoval odstup. Vzhledem k velikosti nepřítelovy armády by všichni vojáci v soutěsce tvořili téměř dvoukilometrovou kolonu.
V časných ranních hodinách zahájila zhruba tisícová skupina, pod vedením Seróna, výstup do hor směrem k Bét-chorónu. V okamžiku, kdy dorazili k soutěsce, vyrazili proti nim židovští povstalci a podařilo se jim pobít mnoho vojáků a nakonec i Seróna. Vzhledem k špatné informovanosti vojáci v zadních liniích opět nevěděli, co se vpředu děje, a dále postupovali směrem do hor. Ve stejnou chvíli zahájily židovské jednotky útok proti bočním liniím protivníka. Nejprve střelbou z praků a luků, následně pak meči v boji muž proti muži. Vojáci si brzy uvědomili, v jak bezvýchodné situaci jsou, a raději se dali na útěk. Juda je však se svými spolubojovníky pronásledoval.
Juda se stal vítězstvím v této bitvě ještě oblíbenějším u židovského obyvatelstva Judeje a díky vítězství jeho vojáci získali novou výzbroj po padlých protivnících. Záhy se také díky novým dobrovolníkům rozrostla Judova armáda na přibližně 6 tisíc mužů.

### Bitva u Emauz
Když se Antiochos dozvěděl o porážce Seróna, pověřil zlikvidováním povstání Makabejských člena královské rodiny - Lýsia. Sám přitom s vojsky táhl proti vzbouřencům ve východní části říše, aby naplnil prázdnou královskou pokladnu.
Lýsiás si pro tažení vybral jako vojevůdce Ptolemaia, Níkánóra a Gorgia. Pod tímto velením se seleukovská armáda vypravila na jaře roku 165 př. n. l. po pobřeží do Emauz, kde si vystavěla základnu. Terén byl v těchto místech ideální pro jejich taktiku. Jelikož si byli jisti svým vítězstvím, dovolili mnoha průvodcům vojska, jako markytánkám a obchodníkům, aby je doprovázeli.
Juda tentokrát zvolil taktiku nechat první krok na nepříteli. Dále rozdělil vojáky po zhruba 1500 mezi sebe a své bratry Šimeóna, Jochanana a Jonathána. Se svou armádou se shromáždil asi 8 km od Jeruzaléma při cestě k Bét-chorónu, kde svůj čas věnoval pozvednutí bojové morálky vojáků. Své jednotky pak soustředil na pahorcích jihovýchodně od Emauz, aby měl přehled o krocích nepřítele.
Seleukovský vojevůdce Gorgiás chtěl proti Judovi použít jeho vlastní taktiku a zaútočit proti němu v noci. Domníval se, že to Juda nebude očekávat a že si bude myslet, že pro takový úkol nejsou seleukovští vojáci vycvičeni. Vyrazil tak do hor se zhruba pěti tisíci pěšáků a tisícovkou jezdců. Juda však Gorgiovu léčku prohlédl a vymyslel důmyslnou taktiku. Většinu všech vojáků z tábora stáhl a ponechal v něm jen asi 200 mužů. Ti měli za úkol zapálit mnoho slavnostních hranic a navodit tak dojem, že je tábor obsazený. Když se Gorgiás přiblížil k táboru, s překvapením zjistil, že je prázdný. Jediné, co spatřil, byli ustupující vojáci. Nevěděl však, že se jedná jen o několik málo vojáků a ne o hlavní Judovu armádu.
V seleukovském táboře v Emauzích bylo zhruba 15 000 pěšáků a 3 000 jezdců. Juda chtěl využít momentu překvapení a zaútočit na ně. Nejdříve poslal oddíl o zhruba jednom a půl tisíci mužů severně od seleukovského tábora a rozkázal jim, aby zaútočili, jakmile sám zaútočí na hlavní síly. Když se však přiblížil k nepříteli, s hrůzou zjistil, že ten je již připraven ve formacích falangy a je navíc připraven k boji. Poprvé tak stál čelem proti nepříteli v sevřené formaci a navíc v místě, které bylo pro nepřítelovu taktiku ideální. Seleukovská armáda byla seřazena ve falanze směrem na jih a Židé byli západně od ní. Juda se chtěl vyhnout přímému střetu, jelikož ten by měl katastrofální následky. Síly, jimž velel, rozdělil do 3 skupin. Jedna útočila ze západu na lehkou jízdu, další dvě nejprve pouze na nepřátelský bok, později začali někteří vojáci po skupinách pronikat dovnitř sevřeného šiku. Díky tomu se začala falanga postupně drolit. Ve stejnou chvíli však zaútočil i severní oddíl, který ovšem nevěděl o Judově situaci, na tábor v Emauzích, kde v tu chvíli bylo asi 10 000 pěšáků a 2 000 jezdců. Ti však nebyli připraveni k boji a díky tomu se Židé snadno dostali do tábora. Následkem toho vznikl obrovský zmatek. Mezitím se zhroutil i odpor falangy a její členové začali prchat do tábora. Zmatek se tím ještě umocnil, vojáci se brzy vzdali a dali se na útěk. Tábor se pak ocitl v plamenech. Jejich pronásledování a současné rabování však Juda zakázal, neboť si uvědomoval, že nejprve je nutné zničit Gorgia s jeho vojskem, které stále pronásledovalo hrstku židovských vojáků do hor. Když se Gorgiás dozvěděl, co se stalo, obrátil své vojsko, aby šel pomoci táboru. Jakmile ale jeho vojáci spatřili, co se děje v údolí, zmocnila se jich panika a začali prchat k pobřeží. Teprve nyní se židovští povstalci pustili do pronásledování a po návratu do bývalého seleukovského tábora na ně čekala bohatá kořist. Zároveň Juda získal pro svou armádu, která se po této bitvě rozrostla do počtu zhruba 10 000 mužů, i spoustu zbraní.

### Bitva u Bét-súru
Poté, co se Lýsiás dozvěděl o neúspěších svých vojevůdců u Emauz, vyrazil sám v čele armády z hlavního města Seleukovské říše, aby splnil rozkaz Antiocha IV. Jeho plán byl jít přímo do Jeruzaléma, usadit se tam a spojit se posádkou pevnosti Akra. Následně chtěl vysílat trestné výpravy do vnitrozemí Judeje, čímž chtěl zničit veškerý židovský odpor. Vydal se nejprve trasou po pobřežní nížině, na rozdíl od svých předchůdců však nevstoupil do Judského pohoří, kde na něj čekali povstalci. Zvolil zdlouhavou, avšak bezpečnější cestu územím, které bylo obýváno obyvatelstvem sympatizujícím se Seleukovci. Juda si ho na tomto území totiž nemohl dovolit napadnout. Následovně Lýsiás pokračoval k judské pohraniční pevnosti Bét-súru, kde založil prozatímní tábor.
Početně měla Lýsiova vojska obrovskou převahu. Knihy Makabejské uvádí 60 až 80 tisíc mužů. Dnešní střízlivější odhady však mluví o zhruba 20 000 mužů. Nicméně to nic nemění na faktu, že vzhledem k poměru sil si Juda nemohl dovolit zaútočit přímo. Rozhodl se proto využít momentu překvapení a zaútočit na seleukovská vojska na cestě vedoucí od severu do Jeruzaléma. Své muže rozdělil do 4 skupin (první zhruba o 3 000 mužů, další dvě po 1 000 mužích a poslední záložní 5 000 mužů). Pro útok si zvolil prostor severně od Bét-súru. Cesta zde vedla nepříliš schůdným terénem se spoustou roklin, což bylo ideální místo pro Judovy bojovníky. Lýsiovy jednotky zde navíc nebyly schopny vytvořit svou bojovou formaci. Když Lýsiovo vojsko vešlo do úzké soutěsky, zaútočila na něj první Judova skupina a vzápětí další dvě. Jelikož mezi seleukovskými vojáky bylo množství nováčků, vznikla mezi nimi velká panika a Lýsiovi vojáci se brzy dali na útěk. Když Juda se svými vojáky dorazil k hlavnímu seleukovskému táboru, kde stále bylo přibližně 8 000 vojáků, seleukovci propadli takové panice, že utíkali dříve, než na ně mohl Juda zaútočit. K jejich pronásledování Juda nepřistoupil, protože nechtěl riskovat boj na nepřátelském území.
Juda po tomto vítězství získal určitý čas k oddechu. Lýsiás dospěl k názoru, že pro vítězství bude potřebovat mnohem početnější a schopnější armády a momentálně byl zaměstnán spíše vnitřními problémy a bojem o moc v seleukovské říši. Juda se proto rozhodl vydat se do Jeruzaléma a v něm oficiálně prohlásit, že vybojoval náboženskou svobodu a že nechá znovu vysvětit Chrám.

### Znovuvysvěcení Chrámu

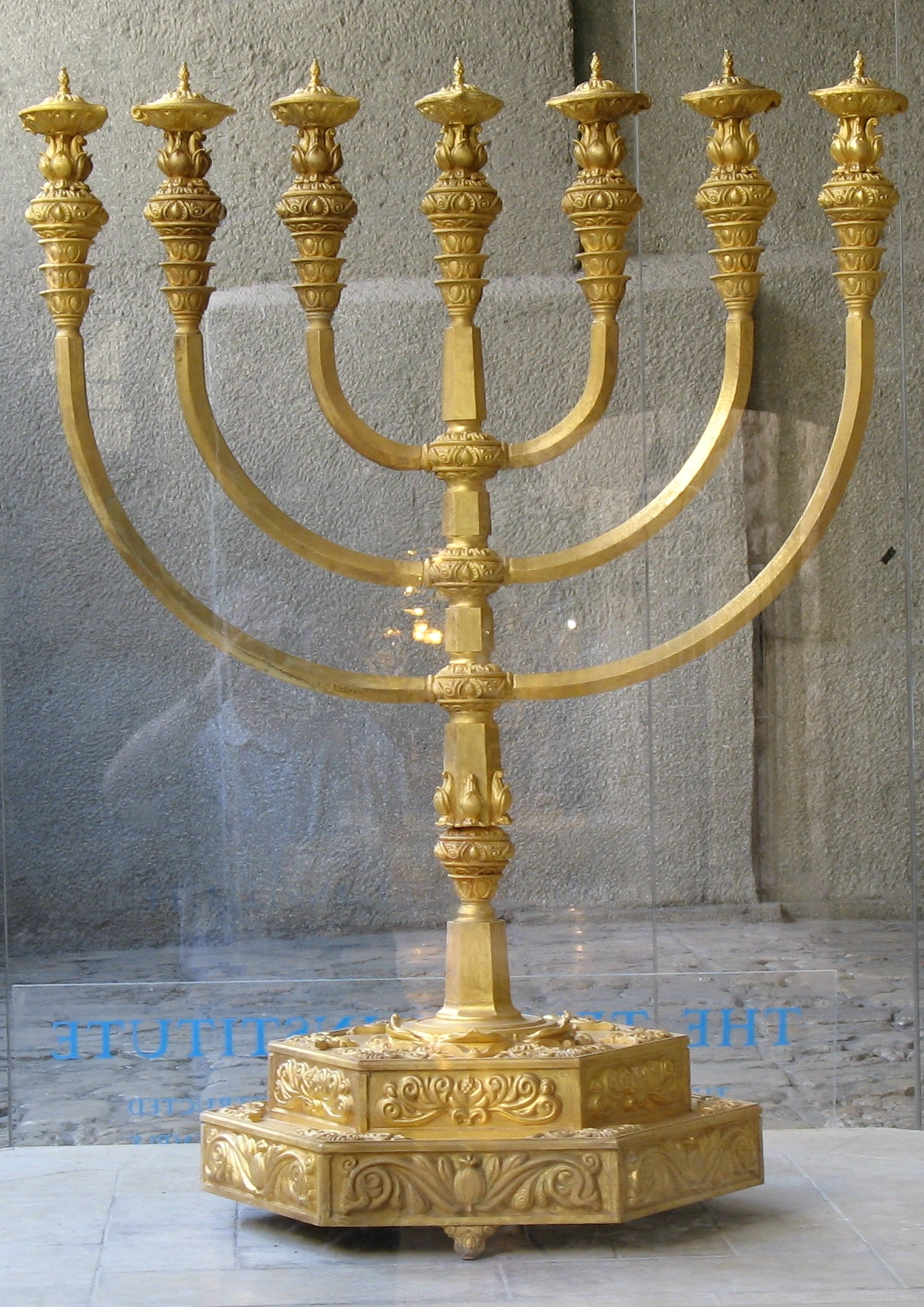
Menora

Zatímco Juda vcházel do chrámového prostoru, jeho jednotky byly napadeny seleukovskou posádkou pevnosti Akra. Ale zatímco se jí se svými muži bránil, podařilo se některým Židům rozbít starý oltář, na jeho místě vystavět nový a rituálně očistit chrám. Druhý chrám byl očištěn 25. dne měsíce Kislev roku 164 př. n. l.
Talmud vypráví příběh o zázraku oleje, který se stal při vysvěcování chrámu. Když přišli Židé do Chrámu, zjistili, že posvátný olej, potřebný k rozsvícení menory, je znesvěcený, až na jedinou konvičku s posvátným olejem, která by jinak vydržela na jeden den. Zapálili tedy menoru a ona zázrakem hořela po osm dní. Od té doby slaví Židé svátek Chanuka.

### Trestné výpravy
Judova vítězství byla trnem v oku zastáncům helenismu v Judsku. Netroufli si však postavit se přímo Judovi a tak začali útočit na osamělé židovské komunity v oblasti za řekou Jordánem a v Galileji. Zoufalé volání o pomoc se Judovi doneslo z Dáthemy, jež byla obléhána armádou pod vedením Timóthea.
Juda se vypravil přes Jordán do Gileádu v čele osmi tisíc bojovníků s cílem osvobodit židovské obyvatelstvo v nouzi a ztrestat jeho utlačovatele. Jako první zaútočil na Bosru a brzy ji osvobodil. Následovala další města, až nakonec dorazil k Dathemě. Ta byla hlavním střediskem židovského odporu. Juda se k městu přiblížil ze směru, který Timótheus, jenž ho obléhal, nepředpokládal. Zaútočil na něj zezadu a zakrátko ho porazil. Potom shromáždil všechny zachráněné Židy z Gileádu a bezpečně je odvedl do Judeje.
Nakonec podnikl několik trestných výprav proti Idumejcům, obyvatelům sympatizujícím se Seleukovci, jejichž územím procházel Lýsiás na své cestě do Bét-súru. Táhl také do Jafy, kde pomstil utopení celé židovské komunity tím, že vypálil celý přístav i všechny lodě.

### Bitva u Bét-zekarie

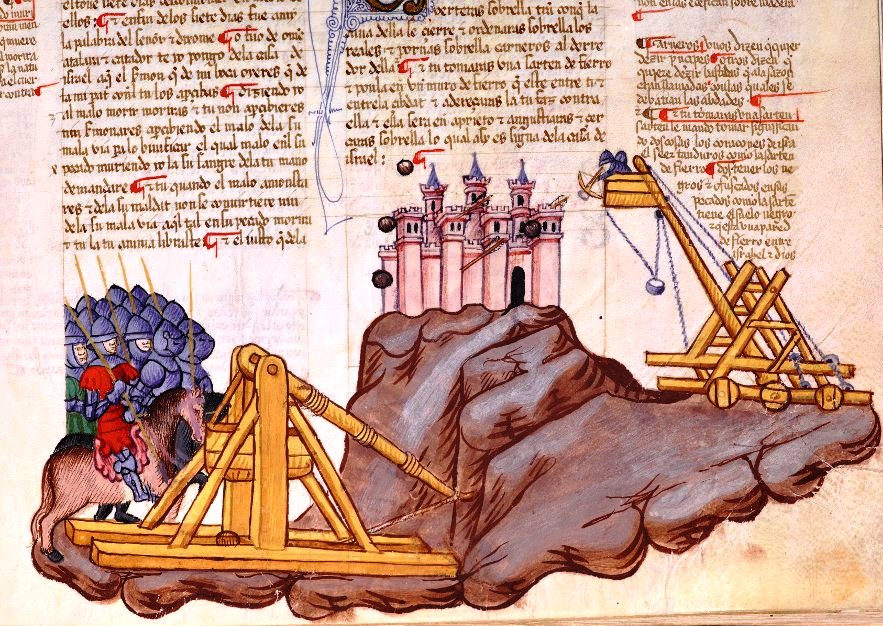
Útok Judy Makabejského na jeruzalémskou Akru, Albská Bible, 15. století

Během Judových trestných výprav probíhal vnitřní rozpad Seleukovské říše. Umírající Antiochus IV. ustanovil do dospělosti svého syna Antiocha V. říšským regentem Filipa. To se však nelíbilo Lýsiovi, který byl výchovou Antiocha V. pověřen předtím.
Tohoto vnitřního oslabení se Juda pokusil využít a roku 162 př. n. l. zaútočil na pevnost Akra v Jeruzalémě. Jeho jednotky však byly odraženy. Poslové z obležené Akry doručili do Antiochie vzkaz s prosbou, aby je Lýsiás zachránil. Ten se toužil Judovi pomstít za porážku v bitvě u Bét-súru a přes riziko předčasného návratu Filipa z tažení při východních hranicích říše, vytáhl do boje proti Makabejským a malého Antiocha V. vzal s sebou. Do své více než třicetitisícové armády zařadil v rozporu se smlouvou s Římem třicet slonů, jelikož doufal, že mu mohou pomoci k vítězství. Postupoval stejnou cestou jako před lety a když dosáhl Bét-súru, město oblehl. Doufal, že Juda přestane dobývat pevnost Akra a bude čelit novému nebezpečí.
Navzdory předcházejícím bitvám se Juda rozhodl postavit Lýsiovi v bitvě konvenční, předem připravené. Jeho předpoklad byl, že nepřítel bude předpokládat jakýkoliv, jen ne konvenční způsob bitvy. Posádku u Bét-súru ponechal jejímu osudu (nakonec se vzdala) a zaujal pozici asi deset kilometrů severně od tohoto města, na vyvýšeném terénu u Bét-zekarije (Bejt Zacharja u dnešního Alon Švut). Když dorazil Lýsiás, začaly ukrutné boje. Povstalci byli slony velmi znervózněni. Podle první Knihy Makabejské zahynul v této bitvě Judův mladší bratr Eleazar, jelikož na něj spadl slon, kterého předtím zabil. Když Juda pochopil, že tuto bitvu nemůže vyhrát, rozhodl se pro ústup, aby zachránil hlavní část vojska. Své jednotky odvedl přes hory do Jeruzaléma, kde opevnil Chrámovou horu a poté se se svými zbývajícími vojáky odebral na Gofnu, aby zachránil jejich životy.

### Obléhání Jeruzaléma
Poté, co Juda ustoupil, vydal se Lýsiás do Jeruzaléma, který měl být snadnou kořistí. Jenže vojáci, které Juda na opevněné Chrámové hoře zanechal, se bránili velice statečně a útok odrazili. Lýsiás tedy začal město obléhat. To se po nějaké době dostalo do zoufalé situace, jelikož docházely zásoby jak jídla, tak vody. Tuto skutečnost však Lýsiás netušil. Zlom nastal v momentě, kdy se Lýsiás dozvěděl, že se Filip vrací do Antiochie, kde se chce zmocnit vlády. Přestože měl vítězství na dosah, musel se vrátit domů, aby vyřešil vnitřní problémy. Aby situaci alespoň částečně zachránil, nabídl Židům mírovou dohodu, zaručující jim svobodu v náboženském vyznání. Tu Židé přijali.

### Změny v politických poměrech

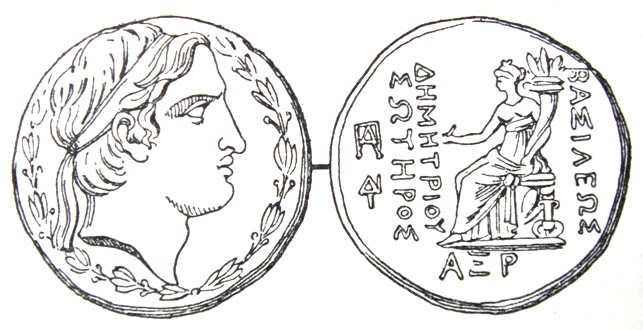
Mince s Demétriem I.

Lýsiás poté odtáhl do hlavního města Seleukovské říše – Antiochie – kde porazil Filipa a usedl na seleukovský trůn. Mnoho Židů mělo v tuto chvíli pocit, že již dosáhli svých cílů a že přišel čas pro návrat do jejich domovů a k rozpuštění armády. Juda však vojsko i nadále zachoval. Byl totiž přesvědčen, že své náboženské předpisy a přesvědčení budou moci Židé v Judsku uplatňovat teprve tehdy, až získají úplnou nezávislost.
Téhož roku vypukl v Antiochii krvavý zápas o královský trůn. Z Říma se totiž vrátil bratranec Antiocha V. – Démétrios I. – který zde byl držen jako rukojmí a podařilo se mu získat podporu místního obyvatelstva. Aby dosáhl svého, neváhal Démétrios zavraždit Lýsia a Antiocha V., a sám tak usedl na seleukovský trůn. Mezi jeho první počiny patřilo ustanovení nového velekněze Eljákíma v Jeruzalémě. Ten nechal ihned popravit několik ortodoxních Židů. Navíc vyslal Démétrios do Judska svého velitele Bakchída s vojsky, aby nového velekněze vojensky podpořili. Bakchídás pak nechal v oblasti Gofny povraždit mnoho lidí podezřelých ze sympatií k Makabejským.
Tyto události přiměly Judu obnovit svou vojenskou aktivitu, což do značné míry vyděsilo velekněze Eljakíma, který požádal Démétria o pomoc. Ten vyslal do Judeje vojsko pod velením Níkánóra (kterého povstalci porazili před třemi roky v bitvě u Emauz). Avšak Juda seleukovské vojsko porazil, jelikož ho vlákal na cestě mezi Jeruzalémem a Bét-chorónem do léčky. Níkárón se proto raději stáhl do Jeruzaléma, kde počkal na posily z Antiochie. Jakmile se posily dostaly k hranicím Judeje, vydal se tam, aby se s nimi jeho vojsko spojilo a ochraňovalo je při průchodu bét-chorónským průsmykem. Juda však na tyto spojené armády vymyslel léčku u Adasy, osm kilometrů severně od Jeruzaléma. Udeřil z pravého křídla a seleukovští jeho útoku brzy podlehli. Na začátku bitvy padl sám Níkánór a ostatní vojáci, stejně jako obvykle, podlehli panice a utekli.
Krátce před vítězstvím Makabejských nad Níkánórem poslal Juda na jaře roku 161 př. n. l. do Říma poselstvo s předběžnou nabídkou o uzavření spojenectví. Byl mile překvapen, když se dozvěděl, že poselstvo mělo úspěch a s Římem spojeneckou smlouvu uzavřelo.

### Bitva u Elasy
Nově vzniknuvší spojenectví se však nelíbilo Démétriovi, který se navíc obával, že by se Juda mohl spojit i s Ptolemaiovci. Démétrios navíc obdržel zprávy, že síla židovského odporu slábne, jelikož Židé již svého hlavního požadavku – náboženské svobody – dosáhli. Proto vyslal roku 160 př. n. l. Démétrios proti Makabejským velitele Bakchída v čele armády čítající zhruba 20 000 pěšáků a 4000 jezdců.
Bakchídás táhl přímo na Jeruzalém přes východní Galileu a základnu si vybudoval zhruba třináct kilometrů severně od Jeruzaléma. Když začal postupovat na sever, provedl Juda se svým - tentokrát nepříliš početným - vojskem manévr na jihozápad. Jeho plánem bylo odříznout Bakchída od jeho tábora. Bakchídás mu však jeho záměr překazil a jejich armády se tak střetly u Elasy. Pohled na takovou početní převahu spoustu Judových vojáků naprosto demoralizoval a to natolik, že jich mnoho dezertovalo. Juda nakonec zůstal na bojišti s pouhými 800 muži. Byl přemlouván, aby s nimi utekl do hor a boj obnovil později. Juda však argumentoval, že když před nepřítelem uteče i on a jeho nejvěrnější, povede to k demoralizaci národa. Se svými 800 vojáky se tak statečně vrhl proti obrovské přesile.

## Závěr povstání
Ač byly ztráty na obou stranách, nakonec zvítězil Bakchídás. V bitvě u Elasy padl i Juda Makabejský. Jeho smrt však nebyla zapomenuta a inspirovala mnoho Židů, aby pokračovali v boji za nezávislost. Vedení povstání přešlo na jeho bratra Jonatána a později na Šimeóna. Právě Šimeónovi se podařilo uskutečnit Judův sen o nezávislosti Judska. Šimeóna jmenoval roku 142 př. n. l. Démétrios judským místodržitelem a později byl zvolen veleknězem. V čele Judeje tak oficiálně stanula dynastie zvaná Makkábí. Mezi členy této dynastie patřil i jistý Asamónais, řečený Hasmón. Podle něj se této dynastii říká Hasmonejská.
Hasmonejci nakonec získali úplnou nezávislost na Seleukovcích. Jeden z nich, Jan Hyrkanos I., dokonce rozšířil svou vládu i za hranice Judeje a jeho syn Juda Aristobulos I. již užíval titul krále. Hasmonejci byli svrženi Římany roku 63 př. n. l., kdy byli poraženi římským vojevůdcem Pompeiem, který využil vnitřních sporů mezi Hyrkanem II. a Aristobulem II.